# TKU
TKU é uma unidade física que mede esforço. Pode ser entendida como as toneladas úteis (ou seja, apenas o peso da carga, sem considerar a tara dos equipamentos empregados) transportadas por quilômetro.

## Cálculo
O cálculo é efetuado multiplicando-se a tonelagem transportada pela distância em quilômetros.